# Wałków
Wałków – wieś w Polsce położona w województwie wielkopolskim, w powiecie krotoszyńskim, w gminie Koźmin Wielkopolski.
W okresie Wielkiego Księstwa Poznańskiego (1815-1848) miejscowość należała do wsi większych w ówczesnym pruskim powiecie Krotoszyn w rejencji poznańskiej. Wałków należał do okręgu koźmińskiego tego powiatu i stanowił część majątku Obra, którego właścicielem był wówczas Szmolke. Według spisu urzędowego z 1837 roku wieś liczyła 327 mieszkańców, którzy zamieszkiwali 39 dymów (domostw).
W latach 1975–1998 miejscowość administracyjnie należała do województwa kaliskiego.
Przez miejscowość przepływa Lubieszka, niewielka rzeka dorzecza Warty, lewy dopływ Lutyni.
Wieś jest siedzibą parafii Narodzenia Najświętszej Maryi Panny, należącej do dekanatu Dobrzyca w diecezji kaliskiej.